# Champions Trophy de hockey sobre césped femenino de 2011
La 19.ª edición del Champions Trophy femenino se llevó a cabo en Ámsterdam (Países Bajos) entre el 25 de junio y el 3 de julio del año 2011. Las ocho selecciones nacionales que participaron fueron: Alemania, Argentina, Australia, China, Corea del Sur, Inglaterra, Nueva Zelanda y Países Bajos.

## Planteles

### AlemaniaAlemania
| - ( 1.) Yvonne Frank - ( 2.) Tina Bachmann - ( 6.) Luisa Steindor - ( 7.) Natascha Keller - ( 8.) Christina Schütze - (10.) Nina Hasselmann - (13.) Katharina Otte | - (14.) Jana Teschke - (17.) Barbara Vogel - (20.) Lena Andersch - (22.) Janine Beermann - (23.) Marie Mävers - (24.) Maike Stöckel - (25.) Janne Müller-Wieland | - (26.) Celine Wilde - (28.) Julia Müller - (30.) Mia Sehlmann - (31.) Julia Karwatzky - Director Técnico Michael Behrmann |

### Argentina
| - ( 1.) Belén Succi - ( 4.) Rosario Luchetti - ( 5.) Macarena Rodríguez - ( 8.) Luciana Aymar - (10.) Soledad García - (11.) Carla Rebecchi - (12.) Delfina Merino | - (13.) María Laura Aladro - (16.) Florencia Habif - (17.) Rocío Sánchez Moccia - (18.) Daniela Sruoga - (19.) Sofía Maccari - (20.) Victoria Zuloaga - (21.) Mariela Scarone | - (25.) Silvina D'Elia - (26.) Giselle Kañevsky - (27.) Noel Barrionuevo - (30.) Josefina Sruoga - Director Técnico Carlos Retegui |

### Australia
| - ( 1.) Toni Cronk - ( 4.) Casey Eastham - ( 5.) Renee Trost - ( 6.) Megan Rivers - ( 7.) Jodie Schulz - ( 8.) Ashleigh Nelson - ( 9.) Anna Flanagan | - (11.) Jacklyn McRae - (12.) Madonna Blyth - (15.) Kobie McGurk - (16.) Kellie White - (17.) Emily Hurtz - (20.) Marnie Hudson - (21.) Jayde Taylor | - (22.) Kate Jenner - (25.) Jade Warrender - (28.) Georgina Parker - (31.) Jade Close - Director Técnico Adam Commens |

### ChinaChina
| - ( 1.) Ma Yibo - ( 2.) Wang Mengyu - ( 3.) Mao Weilin - ( 5.) Ma Wei - ( 6.) Sun Sinan - ( 8.) Fu Baorong - (10.) Gao Lihua | - (11.) Wang Zhishuang - (12.) Bao Qianqian - (13.) Hu Pan - (16.) Zhang Yimeng - (17.) Li Hongxia - (19.) Huang Ting - (21.) Zhao Yudiao | - (22.) Song Qingling - (23.) De Jiaojiao - (25.) Xu Xiaoxu - (29.) Peng Yang - Director Técnico Sang Ryul Kim |

### Corea del SurCorea del Sur
| - ( 1.) Moon Young-Hui - ( 3.) Kim Young-Ran - ( 5.) Cho Eun-Ji - ( 6.) Park Seon-Mi - ( 7.) Lee Seon-Ok - ( 8.) Kim Jong-Hee - ( 9.) Eum Mi-Young | - (10.) Park Mi-Hyun - (11.) Kim Jong-Eun - (12.) Kim Da-Rae - (13.) Cheon Eun-Bi - (14.) Hong Ji-Seon - (15.) Kim Sung-Hee - (16.) Jang Soo-Ji | - (17.) Kim Ok-Ju - (21.) Hong Yoo-Jin - (22.) Park Ki-Ju - (23.) Kim Ah-Ra - Director Técnico Lim Jung-Woo |

### InglaterraInglaterra
| - ( 1.) Beth Storry - ( 4.) Laura Unsworth - ( 5.) Crista Cullen - ( 6.) Hannah Macleod - ( 7.) Anne Panter - ( 8.) Helen Richardson - (11.) Kate Walsh | - (12.) Chloe Rogers - (13.) Kerry Williams - (15.) Alex Danson - (17.) Beckie Herbert - (18.) Georgie Twigg - (21.) Sam Quek - (22.) Ashleigh Ball | - (23.) Sally Walton - (24.) Anna Bennett - (28.) Nicola White - (30.) Maddie Hinch - Director Técnico Danny Kerry |

### Nueva ZelandaNueva Zelanda
| - ( 1.) Kayla Sharland - ( 2.) Emily Naylor - ( 3.) Krystal Forgesson - ( 5.) Katie Glynn - ( 8.) Sally Rutherford - ( 9.) Alana Millington - (12.) Ella Gunson | - (16.) Clarissa Eshuis - (17.) Lucy Talbot - (20.) Samantha Harrison - (21.) Cathryn Finlayson - (22.) Gemma Flynn - (23.) Anna Thorpe - (27.) Sophie Devine | - (28.) Charlotte Harrison - (30.) Bianca Russell - (31.) Stacey Michelsen - (32.) Anita Punt - Director Técnico Mark Hager |

### Países BajosPaíses Bajos
| - ( 1.) Floortje Engels - ( 2.) Willemijn Bos - ( 5.) Carlien Dirkse van den Heuvel - ( 6.) Claire Verhage - ( 8.) Marieke Veenhoven-Mattheussens - ( 9.) Wieke Dijkstra - (12.) Lidewij Welten | - (15.) Sabine Mol - (16.) Carlijn Welten - (17.) Maartje Paumen - (22.) Joyce Sombroek - (23.) Kim Lammers - (24.) Eva de Goede - (27.) Marilyn Agliotti | - (28.) Merel de Blaey - (29.) Caia van Maasakker - (30.) Margot van Geffen - (31.) Daphne van der Velden - Director Técnico Max Caldas |

## Resultados

### Grupo A
| Equipo        | Pts | PJ | G | E | P | GF | GC | D/G |
| ------------- | --- | -- | - | - | - | -- | -- | --- |
| Argentina     | 7   | 3  | 2 | 1 | 0 | 6  | 2  | +4  |
| Corea del Sur | 3   | 3  | 0 | 3 | 0 | 5  | 5  | 0   |
| Inglaterra    | 2   | 3  | 0 | 2 | 1 | 2  | 3  | -1  |
| China         | 2   | 3  | 0 | 2 | 1 | 3  | 6  | -3  |

| China                | 2 - 2 | Corea del Sur    | 25 de junio de 2011 9:00 Árbitros: Frances Block (ENG) e Irene Presenqui (ARG). |
| Zhao Yudiao 58' (pc) |       | Cheon Eun-Bi 41' | 25 de junio de 2011 9:00 Árbitros: Frances Block (ENG) e Irene Presenqui (ARG). |
| Mao Weilin 68' (pc)  |       | Kim Jong-Hee 52' | 25 de junio de 2011 9:00 Árbitros: Frances Block (ENG) e Irene Presenqui (ARG). |

| Argentina         | 1 - 0 | Inglaterra | 25 de junio de 2011 11:30 Árbitros: Lisa Roach (AUS) y Amy Hassick (USA). |
| Luciana Aymar 52' |       |            | 25 de junio de 2011 11:30 Árbitros: Lisa Roach (AUS) y Amy Hassick (USA). |

| Inglaterra              | 2 - 2 | Corea del Sur       | 26 de junio de 2011 9:00 Árbitros: Chieko Soma (JPN) y Kelly Hudson (NZL). |
| Beckie Herbert 21', 63' |       | Kim Da-Rae 39', 60' | 26 de junio de 2011 9:00 Árbitros: Chieko Soma (JPN) y Kelly Hudson (NZL). |

| China                | 1 - 4 | Argentina                 | 26 de junio de 2011 11:30 Árbitros: Stella Bartlema (NED) y Christiane Hippler (GER). |
| Zhao Yudiao 20' (pc) |       | Noel Barrionuevo 16' (pc) | 26 de junio de 2011 11:30 Árbitros: Stella Bartlema (NED) y Christiane Hippler (GER). |
|                      |       | Soledad García 43'        | 26 de junio de 2011 11:30 Árbitros: Stella Bartlema (NED) y Christiane Hippler (GER). |
|                      |       | Delfina Merino 50'        |                                                                                       |
|                      |       | Daniela Sruoga 56'        |                                                                                       |

| Inglaterra | 0 - 0 | China | 28 de junio de 2011 11:00 Árbitros: Amy Hassick (USA) y Elena Eskina (RUS). |
|            |       |       | 28 de junio de 2011 11:00 Árbitros: Amy Hassick (USA) y Elena Eskina (RUS). |

| Argentina          | 1 - 1 | Corea del Sur    | 28 de junio de 2011 15:00 Árbitros: Michelle Joubert (RSA) y Miao Lin (CHN). |
| Daniela Srouga 57' |       | Park Mi-Hyun 26' | 28 de junio de 2011 15:00 Árbitros: Michelle Joubert (RSA) y Miao Lin (CHN). |

### Grupo B
| Equipo        | Pts | PG | G | E | P | GF | GC | D/G |
| ------------- | --- | -- | - | - | - | -- | -- | --- |
| Holanda       | 7   | 3  | 2 | 1 | 0 | 5  | 1  | +4  |
| Nueva Zelanda | 4   | 3  | 1 | 1 | 1 | 3  | 3  | 0   |
| Alemania      | 3   | 3  | 1 | 0 | 2 | 2  | 3  | -1  |
| Australia     | 3   | 3  | 1 | 0 | 2 | 3  | 6  | -3  |

| Alemania | 1 - 0 | Nueva Zelanda |  |
|          |       |               |  |
|          |       |               |  |

| Holanda | 3 - 0 | Australia |  |
|         |       |           |  |
|         |       |           |  |

| Australia | 2 - 3 | Nueva Zelanda |  |
|           |       |               |  |
|           |       |               |  |

| Alemania | 1 - 2 | Holanda |  |
|          |       |         |  |
|          |       |         |  |

| Holanda | 0 - 0 | Nueva Zelanda |  |
|         |       |               |  |
|         |       |               |  |

| Australia | 1 - 0 | Alemania |  |
|           |       |          |  |
|           |       |          |  |

## Posiciones finales
| Pos | Equipo        |
| --- | ------------- |
|     | Países Bajos  |
|     | Argentina     |
|     | Nueva Zelanda |
| 4.  | Corea del Sur |
| 5.  | Inglaterra    |
| 6.  | Australia     |
| 7.  | China         |
| 8.  | Alemania      |

## Premios
| Campeonas del Champions Trophy 2011 |
| ----------------------------------- |
| Países Bajos 6.º título             |

| Mejor jugadora | Mejor arquera | Goleadora      | Mejor jugadora joven | Fair Play  |
| -------------- | ------------- | -------------- | -------------------- | ---------- |
| Maartje Paumen | Belén Succi   | Maartje Paumen | Willemijn Bos        | Inglaterra |